# Lonely Town
Lonely Town – album muzyczny amerykańskiego pianisty jazzowego Tommy’ego Flanagana zarejestrowany przez jego trio w Nowym Jorku 10 marca 1959. Nagrania nie były wcześniej publikowane, zostały po latach odszukane w archiwach wytwórni Blue Note. 26 stycznia 2000, po cyfrowym remasteringu nagrań, Blue Note wydała w Japonii CD.

## Muzycy
- Tommy Flanagan – fortepian
- Joe Benjamin – kontrabas
- Elvin Jones – perkusja

## Lista utworów
| 1. | "America" (Leonard Bernstein)                            | 5:55  |
|    |                                                          |       |
| 2. | "Lonely Town" (Leonard Bernstein)                        | 7:28  |
|    |                                                          |       |
| 3. | "Tonight" (Leonard Bernstein, Stephen Sondheim)          | 3:44  |
|    |                                                          |       |
| 4. | "It's Love" (Leonard Bernstein)                          | 3:45  |
|    |                                                          |       |
| 5. | "Lucky To Be Me" (Leonard Bernstein)                     | 4:15  |
|    |                                                          |       |
| 6. | "Glitter And Be Gay" (Leonard Bernstein, Richard Wilbur) | 4:13  |
|    |                                                          |       |
| 7. | "Make Our Garden Grow" (Leonard Bernstein)               | 3:10  |
|    |                                                          |       |
|    |                                                          | 32:30 |
|    |                                                          |       |

## Informacje uzupełniające
- Mastering – Ron McMaster
- Tekst notki na okładce – Ben Sidran
- Dyrekcja artystyczna – Kaoru Taku